# 隰县
隰县是中华人民共和国山西省临汾市所辖的一个县。总面积为1412平方公里，縣人民政府駐龍泉鎮，现主要发展果树业。

## 行政区划
隰县下辖3个镇、5个乡：
龙泉镇、午城镇、黄土镇、阳头升乡、寨子乡、陡坡乡、下李乡和城南乡。

## 人口
根據全國第七次人口普查數據顯示，截至2020年11月1日零時，常住人口為91394人。

## 交通
- 公路：  209国道、 341国道过境。
- 铁路： 瓦日铁路隰县站

## 特产
隰县玉露香梨：中国农业品牌目录2019农产品区域公用品牌。